# TCF/LEFファミリー

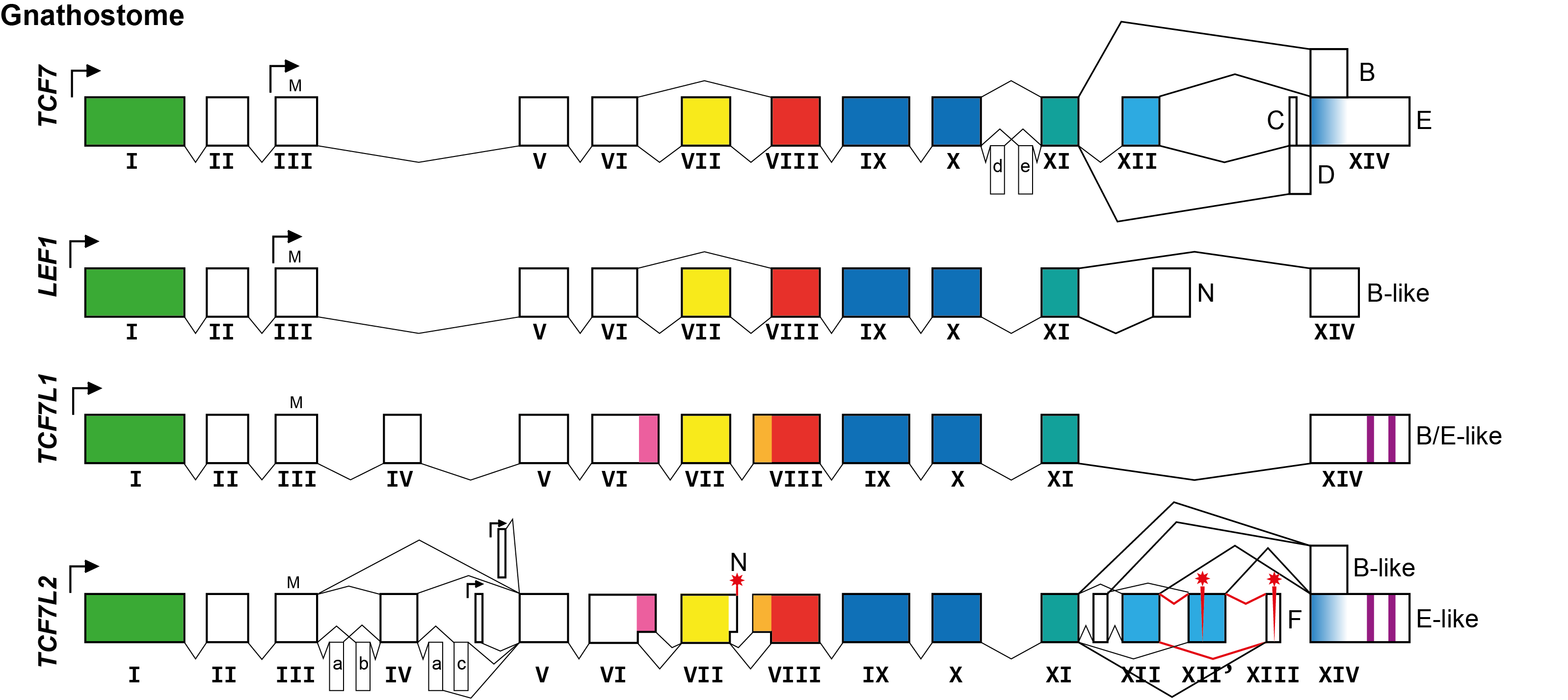
TCF/LEF遺伝子の構造

TCF/LEFファミリー（T cell factor/lymphoid enhancer factor family）は、SOX様HMGドメインを介してDNAに結合する転写因子をコードする遺伝子群である。これらは、特に胚発生や幹細胞の発生の過程でWntシグナル伝達経路に関与しているが、がんや糖尿病に関与していることも知られている。TCF/LEFは、コアクチベーターであるβ-カテニンを標的遺伝子のエンハンサー領域へリクルートする。また、Grouchoファミリーのコリプレッサーをリクルートすることもある。

## 歴史
Wnt経路の核内構成要素としてのTCF/LEF遺伝子群の発見は、Wntシグナル伝達研究の大きなブレイクスルーであった。この発見はこれまでの知識の重要なギャップを埋めるものであり、その後のWnt標的遺伝子の転写調節、特に胚発生やがんにおける調節に関する理解をもたらすものであった。
この発見以前には、上流のWntシグナル伝達機構がβ-カテニンタンパク質の細胞質存在量を調節し、その結果としてβ-カテニンが細胞核へ移行することのみが知られていた。しかしながら、β-カテニンにはDNA結合ドメインが存在せず、核内でどのようにWnt標的遺伝子を調節しているのかは不明であった。この発見を受けて、Wntシグナルによって調節されたβ-カテニンは細胞核でTCF/LEF型DNA結合タンパク質に結合し、TCF/LEFが'CTTTG'からなるコア周辺のコンセンサス配列（Wnt応答エレメント [Wnt response element, WRE]）を認識しているというモデルが確立された。
しかしながら、このDNA上でのβ-カテニン/TCF相互作用によってWnt標的遺伝子の発現が調節されているという原則は、TCF/LEFタンパク質のWntやβ-カテニン非依存的な機能（ゼブラフィッシュの中枢神経系の発生など）や、β-カテニンとSOX、FOXO、TBXなど他のDNA結合転写因子との機能的結合といった例外も発見されている。現在ではDNA上でのβ-カテニン/TCF相互作用は、Wntエンハンセオソーム（Wnt enhanceosome）と呼ばれる、より大きな転写調節複合体のコアとして存在していることが明らかにされている。また、リン酸化やSUMO化など、TCF/LEFタンパク質の機能を調節する他の機構も発見されている。

## 構造
TCF/LEFタンパク質の構造は、アクチベーターとリプレッサーの双方として機能しうるという二面性の説明となる。TCF/LEFタンパク質の構造は4つの主要なドメインへ分けることができる。
1. N末端ドメイン: β-カテニンとの相互作用を媒介する。高度に保存されており、アクチベーター機能を担う。
2. 制御領域: リプレッサー機能を媒介し調節する配列が含まれ、Grouchoファミリーに対するコリプレッサー結合ドメインとなる。
3. DNA結合ドメイン: 非常に高度に保存されたHMG DNA結合ドメインと核局在配列が含まれる。
4. C末端テール: 副次的なDNA結合ドメインとコリプレッサー結合ドメインが含まれる可能性がある[17]。

TCF/LEFタンパク質は複数の遺伝子にコードされており、構造的・機能的に多様である。一般的に、ヒトや顎口上綱の脊椎動物はTCF/LEFタンパク質をコードする4種類の遺伝子を持っている。
- TCF7（英語版）（TCF1）
- LEF1（英語版）（TCF1α）
- TCF7L1（英語版）（TCF3）
- TCF7L2（英語版）（TCF4）

さらなる多様性は、選択的スプライシングによる異なるアイソフォームの発現（特にTCF7、TCF7L2遺伝子）によってもたらされる。
- 二次的なプロモーターから発現するアイソフォームが存在し、コードされるタンパク質は通常のN末端すなわちβ-カテニン結合ドメインを欠く。こうしたアイソフォームは二面的な転写因子としてではなく恒常的リプレッサーとして機能し、上流のWntシグナルによる調節を無効化する[18][19]。
- 制御領域をコードする領域での選択的スプライシングによるアイソフォームが存在し、コードされたアイソフォームのリプレッサーまたはアクチベーターとしての作用の傾向に影響が生じる[20]。
- C末端テールをコードする領域での選択的スプライシングによるアイソフォームが存在し、コードされるタンパク質には副次的DNA結合ドメインを持つものと持たないものが存在し、また最後のエクソンのリーディングフレームの変化によって副次的コリプレッサー結合ドメインを持つものと持たないものが存在することとなる[21][22]。

## 機能
TCF/LEFタンパク質は二面的な転写因子として機能する。 
- TCF/LEFタンパク質は核内のβ-カテニン（そしてβ-カテニンに結合したコアクチベーター）とともにアクチベーターとして作用する。
- β-カテニンがない場合、TCF/LEFタンパク質は（Grouchoファミリーのコリプレッサーと結合して）リプレッサーとして機能する。

そのため、Wntの標的遺伝子はWntシグナル活性がない場合には積極的に抑制されており、Wntシグナルによってβ-カテニンが核内にもたらされた際に活性化される。
TCF/LEFは、胚発生、幹細胞の生物学、そして疾患において多様な機能を支えている。胚発生においてTCF/LEFは、脊椎動物の背腹軸の誘導、発生中の中枢神経系の前後軸パターンの形成、神経堤の発生など、器官の発生に多くの機能を果たしている。幹細胞の生物学におけるTCF/LEFの機能は、毛周期における機能が特に詳細に解析されている。TCF/LEFは多くのがんに関与しており、大腸がんにおける役割がおそらく最もよく理解されている。TCF/LEFは他の疾患、特に2型糖尿病とも関連付けられている。